# Пјано Чечи (Рагуза)
Пјано Чечи је насеље у Италији у округу Рагуза, региону Сицилија.
Према процени из 2011. у насељу је живело 91 становника. Насеље се налази на надморској висини од 406 м.